# Dolno Vranovci
Dolno Vranovci (makedonsky: Долно Врановци) je vesnice v Severní Makedonii. Nachází se v opštině Čaška ve Vardarském regionu.

## Geografie
Vesnice Dolno Vranovci leží v oblasti Groot, ve východní části opštiny Čaška, ve středním povodí řeky Babuna. Obec je kopcovitá a leží v nadmořské výšce 370 metrů. Od města Veles je vzdálená 21 km a 8km od centra opštiny Čaška. Sousedními vesnicemi jsou Izvor, Vojnica a Busilci.
Do obce vede 3 km polní cesty, která se rozdvojuje na silnice vedoucí do Velesu a Izvoru.

## Historie
Podle archeologických nálezů v této oblasti stála slovanská osada. Tehdejší vesnice byla členitého typu, jelikož pozůstatky budov se nacházejí na několika různých místech v obci. Dnešní podoba vesnice vznikla v druhé polovině 18. století. Založili ji makedonští muslimové, kteří se sem přestěhovali z vesnice Gorno Vranovci. Vesnice bývalá smíšená a žili zde jak křesťané, tak i muslimové, jak Makedonci, tak i Albánci a Turci.
Podle záznamů Vasila Kančova z roku 1900 žilo ve vesnici 420 obyvatel.
Po skončení osmanské nadvlády v roce 1912 zde stálo 70 muslimských a 17 křesťanských domů. Lidé z této vesnic udržovali přátelské vztahy s muslimy ve vesnicích Grnčište a Sirkovo.
Po skončení nuceného tureckého nevolnictví přišly ve vesnici změny. V letech 1918-1922 byla skoupena všechna pole od tureckého beje, který vesnici vlastnil. V letech 1925-28 emigrovalo do Turecka 40 rodin. Jejich majetky koupili Makedonci, kteří se přistěhovali především z vesnice Nežilovo.
Po druhé světové válce, i po příchodu makedonského obyvatelstva, zde stále žilo 38 muslimských domů. V roce 1953 ale všichni rovněž odešli do Turecka a vesnice se tak stala čistě makedonskou vesnicí. Vesnická mešita se nacházela v dolní části obce, v roce 1955 ale byla zbourána. Ve vesnici zůstal jen kostel sv. Jiljí, postavený v roce 1890 a hřbitov, užívaný dodnes.

## Demografie
Podle sčítání lidu z roku 2021 žije ve vesnici 38 obyvatel makedonské národnosti.
| Rok          | 1900 | 1905 | 1948 | 1953 | 1961 | 1971 | 1981 | 1994 | 2002 | 2021 |
| ------------ | ---- | ---- | ---- | ---- | ---- | ---- | ---- | ---- | ---- | ---- |
| Obyvatelstvo | 420  | 138  | 503  | 520  | 399  | 274  | 208  | 49   | 51   | 38   |